# 김원기 (1937년)
김원기(金元基, 1937년 2월 16일~)는 대한민국의 정치인이다. 제10·11·13·14·16·17대 국회의원이며, 제17대 국회 전반기 국회의장을 지냈다.

## 학력
- 1948년 감곡국민학교 졸업
- 1952년 전주북중학교 졸업
- 1955년 전주고등학교 졸업
- 1962년 연세대학교 사회과학대학 정치외교학 학사

## 경력
- 동아일보 조사부장
- 안보통일 연구위원
- 신민당 원내부총무
- 민주한국당 대변인
- 민주한국당 홍보위원
- 민주한국당 당무위원
- 평화민주당 원내총무
- 신민주연합당 사무총장
- 민주당 사무총장
- 민주당 수석부총재
- 민주당 상임고문
- 통합민주당 공동대표최고위원
- 제2대 노사정위원회 위원장(장관급)
- 새정치국민회의 상임고문
- 새천년민주당 최고위원
- 새천년민주당 상임고문
- 대통령비서실 정치특보
- 열린우리당 창당준비위원회 위원장
- 열린우리당 의장
- 제17대 국회 전반기 국회의장
- 열린우리당 상임고문
- 대통합민주신당 상임고문
- 통합민주당 상임고문
- 민주당 상임고문
- 민주통합당 상임고문
- 민주당 상임고문
- 새정치민주연합 상임고문
- 더불어민주당 상임고문

## 역대 선거 결과
|  | 24.81% |

|  | 26.72% |

|  | 16.43% |

|  | 64.3% |

|  | 74.75% |

|  | 27.96% |

|  | 57.59% |

|  | 49.56% |

## 소속 정당
| 소속 정당 | 소속 정당      | 소속 기간 | 비고           |
| --------- | -------------- | --------- | -------------- |
|           | 신민당         | 1978~1980 | 정계 입문      |
|           | 무소속         | 1980~1981 | 정당 해산      |
|           | 민주한국당     | 1981~1987 | 창당           |
|           | 무소속         | 1987      | 탈당           |
|           | 평화민주당     | 1987~1991 | 창당           |
|           | 신민주연합당   | 1991      | 당명 변경      |
|           | 민주당         | 1991~1995 | 합당           |
|           | 통합민주당     | 1995~1996 | 합당           |
|           | 민주당         | 1996~1997 | 당명 변경      |
|           | 무소속         | 1997      | 탈당           |
|           | 새정치국민회의 | 1997~2000 | 입당           |
|           | 새천년민주당   | 2000~2003 | 합당           |
|           | 무소속         | 2003      | 탈당           |
|           | 열린우리당     | 2003~2004 | 창당           |
|           | 무소속         | 2004~2006 | 탈당           |
|           | 열린우리당     | 2006~2007 | 복당           |
|           | 대통합민주신당 | 2007~2008 | 합당           |
|           | 통합민주당     | 2008      | 합당 정계 은퇴 |
|           | 민주당         | 2008~2011 | 당명 변경      |
|           | 민주통합당     | 2011~2013 | 합당           |
|           | 민주당         | 2013~2014 | 당명 변경      |
|           | 새정치민주연합 | 2014~2015 | 합당           |
|           | 더불어민주당   | 2015~현재 | 당명 변경      |

## 같이 보기
- 정읍군·김제군
- 김제군의 국회의원
- 정읍군·고창군
- 고창군의 국회의원
- 정주시·정읍군
- 정읍시 (선거구)
- 정읍시의 국회의원
- 대한민국의 경제사회노동위원회 위원장
- 대한민국의 국회의장